# São João do Tigre
São João do Tigre é um município brasileiro do estado da Paraíba. Localizado no Sertão do Cariri (Ocidental) Paraibano e na Região Geográfica Imediata de Monteiro, sua população era estimada em 4.578 habitantes em 2007, segundo o IBGE, numa área territorial de 816 km². O município surgiu após o desmembramento do Município de São Sebastião do Umbuzeiro em 1962, apos lei aprovada em 2 de janeiro do mesmo ano, tendo sido instalado em 24 de junho, data em que se comemora a emancipação política do município.

## Geografia
O município está incluído na área geográfica de abrangência do semiárido brasileiro, definida pelo Ministério da Integração Nacional em 2005. Esta delimitação tem como critérios o índice pluviométrico, o índice de aridez e o risco de seca.

### Subdivisões
O município é formado pelo distrito-sede e pelo distrito de Santa Maria.

### Área de Proteção Ambiental das Onças
A Área de Proteção Ambiental das Onças tem uma extensão de 36.000 ha e atualmente encontra-se em fase de sinalização visual e de inventário do universo de moradores. Com grande cadeia de montanhas, a área tem cerca de 73% do seu território coberto por matas. Sendo mais da metade da cidade a área registrada como APA na SUDEMA. O clima em nada lembra o calor das caatingas nordestinas. Acima dos mil metros, o lugar registra temperaturas que enganam o aventureiro. À noite, é comum ver em São João do Tigre as pessoas usando agasalhos para se protegerem do frio. Na altitude, é possível ainda apreciar, jabuticabas, uvas, figos da índia e coco catolé que abundam em toda a área espontaneamente. Em alguns lugares não existe energia elétrica e as casas são abastecidas com energia solar.

### Clima
Dados do Departamento de Ciências Atmosféricas, da Universidade Federal de Campina Grande, mostram que São João do Tigre apresenta um clima com média pluviométrica anual de 538,4 mm e temperatura média anual de 22,9 °C.
| Dados climatológicos para São João do Tigre   | Dados climatológicos para São João do Tigre | Dados climatológicos para São João do Tigre | Dados climatológicos para São João do Tigre | Dados climatológicos para São João do Tigre | Dados climatológicos para São João do Tigre | Dados climatológicos para São João do Tigre | Dados climatológicos para São João do Tigre | Dados climatológicos para São João do Tigre | Dados climatológicos para São João do Tigre | Dados climatológicos para São João do Tigre | Dados climatológicos para São João do Tigre | Dados climatológicos para São João do Tigre | Dados climatológicos para São João do Tigre |
| Mês                                           | Jan                                         | Fev                                         | Mar                                         | Abr                                         | Mai                                         | Jun                                         | Jul                                         | Ago                                         | Set                                         | Out                                         | Nov                                         | Dez                                         | Ano                                         |
| --------------------------------------------- | ------------------------------------------- | ------------------------------------------- | ------------------------------------------- | ------------------------------------------- | ------------------------------------------- | ------------------------------------------- | ------------------------------------------- | ------------------------------------------- | ------------------------------------------- | ------------------------------------------- | ------------------------------------------- | ------------------------------------------- | ------------------------------------------- |
| Temperatura máxima média (°C)                 | 31,8                                        | 31,2                                        | 30,7                                        | 29,9                                        | 28,3                                        | 27,2                                        | 26,8                                        | 28,1                                        | 29,7                                        | 31,7                                        | 32,4                                        | 32,4                                        | 30,0                                        |
| Temperatura média (°C)                        | 24,3                                        | 24,0                                        | 23,7                                        | 23,4                                        | 22,4                                        | 21,3                                        | 20,6                                        | 20,9                                        | 22,1                                        | 23,4                                        | 24,1                                        | 24,4                                        | 22,9                                        |
| Temperatura mínima média (°C)                 | 19,8                                        | 19,7                                        | 19,8                                        | 19,6                                        | 18,9                                        | 17,8                                        | 16,9                                        | 16,8                                        | 17,9                                        | 18,7                                        | 19,4                                        | 19,8                                        | 18,8                                        |
| Precipitação (mm)                             | 34,4                                        | 67,6                                        | 123,6                                       | 114,0                                       | 43,2                                        | 34,7                                        | 23,3                                        | 7,9                                         | 4,9                                         | 5,6                                         | 14,4                                        | 21,4                                        | 538,4                                       |
| Fonte: Departamento de Ciências Atmosféricas. |                                             |                                             |                                             |                                             |                                             |                                             |                                             |                                             |                                             |                                             |                                             |                                             |                                             |